# Раштатт

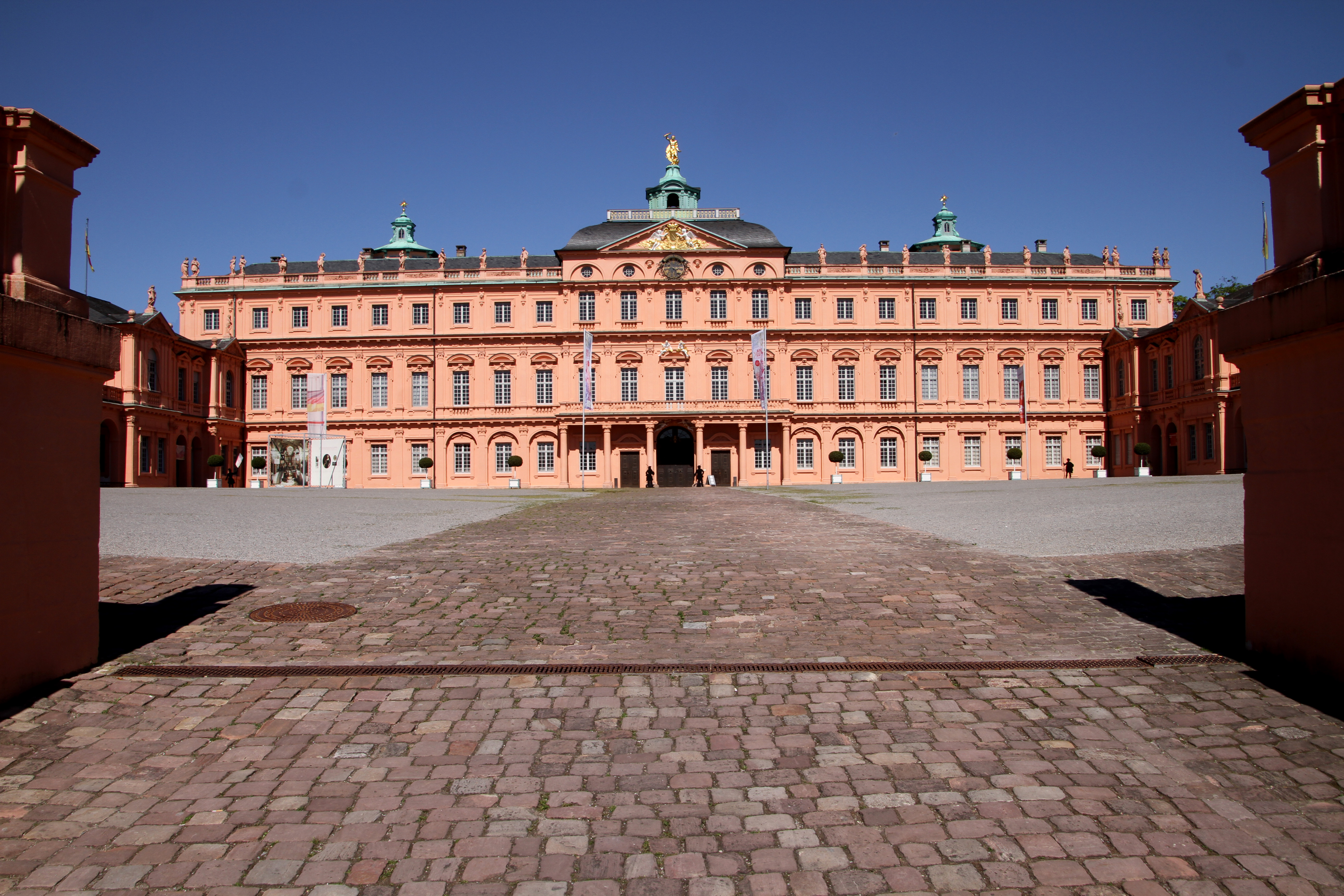

Ра́штатт (нем. Rastatt; встречается вариант написания Растатт) — город в Германии, в земле Баден-Вюртемберг. Центр района Раштатт. Население — около 50 тысяч жителей.

## География и достопримечательности
Расположен в 10 км к северу от города Баден-Бадена и в 22 км к югу от города Карлсруэ. К западу от Раштатта протекает река Рейн и проходит граница с Францией. 
К важнейшим достопримечательностям Раштатта относится бывший дворец баденских маркграфов в стиле барокко. Кроме того интереса заслуживают:
- Дворец Фаворит
- Павильон Пагоденбург
- историческая ратуша
- капелла в дворцовом парке
- фрагменты городских укреплений XIX века (крепость Раштатт сыграла важную роль в ходе Баденской революции 1848 года).

## История
В 1714 году здесь был заключён Раштаттский мир.
В 1797—1799 годах проходил Раштаттский конгресс
В Раштатте родился и провёл ранние годы немецкий писатель Бодо Узе (1904—1963).

## Экономика
В 1992 году в Раштатте был открыт завод компании «Даймлер-Бенц» (ныне «Даймлер»), выпускающий в настоящее время автомобили «Мерседес-Бенц» A-класса и B-класса. На заводе работает более 5000 человек, ежегодный выпуск автомобилей — около 250 тыс., всего выпущено более 2 млн автомобилей.

## Города-побратимы
- Уокинг, Великобритания
- Фано, Италия
- Оранж, Франция
- Остров, Чехия
- Гуарапуава, Бразилия
- Нью-Бритен, США
- Вантаа, Финляндия